# Моден
Моде́н (фр. Modène) — коммуна во французском департаменте Воклюз региона Прованс — Альпы — Лазурный Берег. Относится к кантону Мормуарон.

## Географическое положение
Моден расположен  у подножия Мон-Ванту в 30 км к северо-востоку от Авиньона и в 14 км к северо-востоку от Карпантра. Соседние коммуны: Крийон-ле-Брав и Бедуан на северо-востоке, Сен-Пьер-де-Вассоль на юго-востоке, Каромб, Сен-Ипполит-ле-Гравейрон и Ле-Барру на северо-западе. Через Моден протекает река Мед, берущая начало на горе Мон-Ванту.

## История
- См. Реймонд-Моден

## Демография
Население коммуны на 2010 год составляло 422 человека.
| 1962 | 1968 | 1975 | 1982 | 1990 | 1999 | 2010 |
| ---- | ---- | ---- | ---- | ---- | ---- | ---- |
| 158  | 163  | 174  | 217  | 252  | 275  | 422  |

## Достопримечательности
- Кампанила с часами.
- Церковь Нотр-Дам-де-Льесс.
- Развалины старого замка.

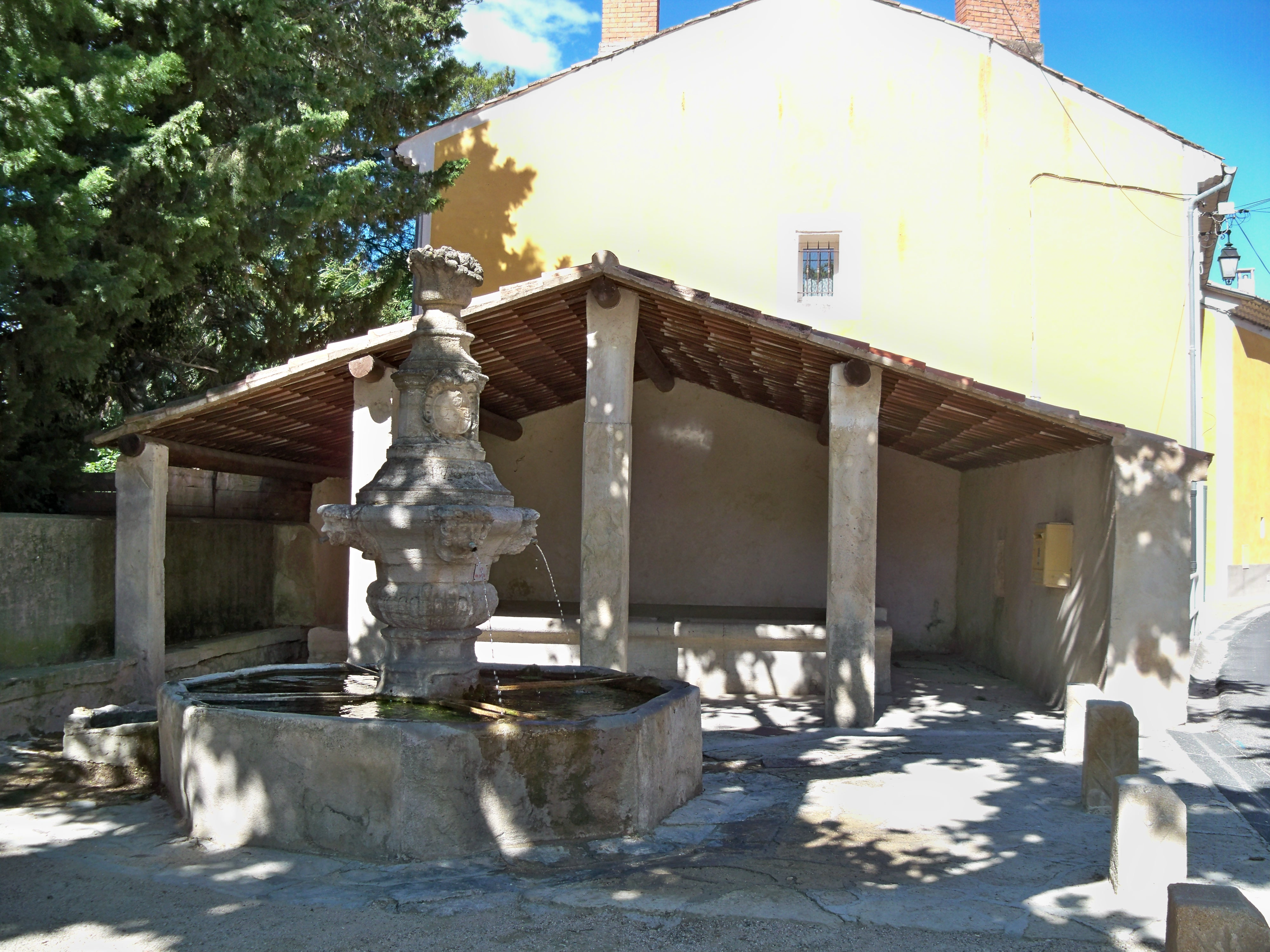
Фонтан и купальня
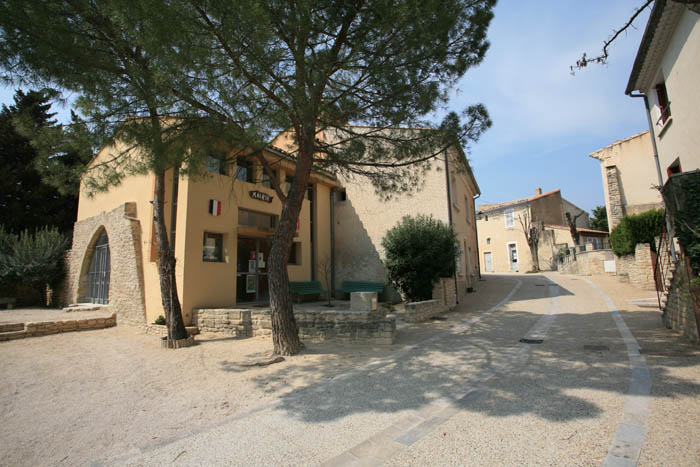
Здание мэрии
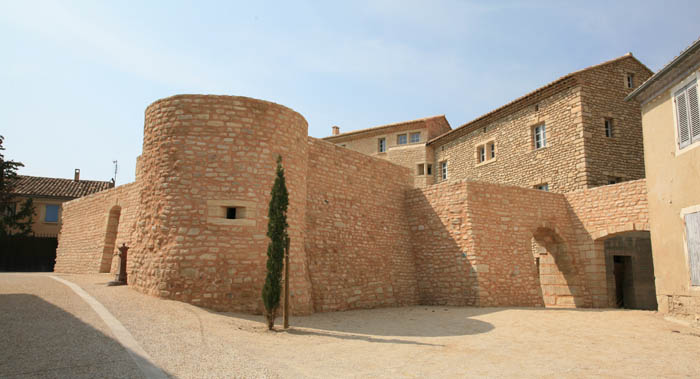
Шато (средневековый замок)